# 歐迪卡斯交流道
歐迪卡斯交流道（英語：Ortigas Interchange），又稱桑托斯大道－歐迪卡斯交流道（EDSA–Ortigas Interchange）或歐迪卡斯架空道路（Ortigas Flyover），為在菲律宾馬尼拉都會區曼达卢永與奎松市之間的交流道，屬於三層半套式環狀型交流道，藉此可連接桑托斯大道與歐迪卡斯大道。此地原先為正規的十字路口，而當前交流道為在1991年建成，為時任總統柯拉蓉·艾奎諾之旗艦基礎建設計畫之一。

## 歷史
由於桑托斯大道的交通堵塞狀況非常嚴重，因而促進推動歐迪卡斯交流道之建設計畫，以改善道路沿線旅行時間。1991年1月，時任總統柯拉蓉·艾奎諾核准此項建設之工程計畫。。
歐迪卡斯交流道於1991年4月1日開工興建，興建工程經費計4億披索。此工程由菲律賓最大的建設公司F. F. Cruz & Co.公司在公共工程暨公路部的監督下建造。此交流道之北向車道於1991年12月23日開放通車。
1993年，馬尼拉国际青年商会與馬尼拉大都會發展委員會共同簽署契約，將歐迪卡斯交流道交由国际青年商会養護管理五年。
2001年人民力量革命期間，民眾於歐迪卡斯交流道與桑托斯大道聖殿周邊聚集，要求约瑟夫·埃斯特拉达總統辭職下台。

## 批評
儘管能減緩桑托斯大道在歐迪卡斯中心路段的交通堵塞問題，但實際上反而使歐迪卡斯交流道之交通堵塞狀況更加惡化，因而受到批評。由於該交流道之車道過於狹窄，加上南向車道之路面品質不佳，導致公車在行駛該車道時放緩車速，因而降低行車效率。